# Mistrzostwa Świata w Lekkoatletyce 2005 – dziesięciobój mężczyzn
Dziesięciobój mężczyzn – jedna z konkurencji rozgrywanych podczas lekkoatletycznych mistrzostw świata w 2005.
Udział w tej konkurencji brało 26 zawodników z 18 państw, w ramach tego wieloboju rozegrano konkurencje:
- biegu na 100 m (9 sierpnia),
- skoku w dal (9 sierpnia),
- pchnięcia kulą (9 sierpnia),
- skoku wzwyż (9 sierpnia),
- biegu na 400 m (9 sierpnia),
- biegu na 110 m przez płotki (10 sierpnia),
- rzutu dyskiem (10 sierpnia),
- skoku o tyczce (10 sierpnia),
- rzutu oszczepem (10 sierpnia),
- biegu na 1500 m (10 sierpnia).

Zawody wygrał reprezentant Stanów Zjednoczonych Bryan Clay. Drugą pozycję zajął zawodnik z Czech Roman Šebrle, trzecią zaś reprezentujący Węgry Attila Zsivoczky.

## Wyniki
| Miejsce | Zawodnik             | Państwo           | Konkurencje        | Konkurencje        | Konkurencje        | Konkurencje       | Konkurencje        | Konkurencje        | Konkurencje        | Konkurencje        | Konkurencje        | Konkurencje        | Wynik końcowy | Uwagi |
| Miejsce | Zawodnik             | Państwo           | 100m               | LJ                 | SP                 | HJ                | 400m               | 110mH              | DT                 | PV                 | JT                 | 1500m              | Wynik końcowy | Uwagi |
| ------- | -------------------- | ----------------- | ------------------ | ------------------ | ------------------ | ----------------- | ------------------ | ------------------ | ------------------ | ------------------ | ------------------ | ------------------ | ------------- | ----- |
| 01 !    | Bryan Clay           | Stany Zjednoczone | 10,43 s (992 pkt.) | 7,54 m (945 pkt.)  | 16,25 m (867 pkt.) | 2,00 m (803 pkt.) | 47,78 s (920 pkt.) | 14,43 s (920 pkt.) | 53,68 m (947 pkt.) | 4,90 m (880 pkt.)  | 72,00 m (920 pkt.) | 5:03,77 (538 pkt.) | 8 732 pkt.    | WL    |
| 02 !    | Roman Šebrle         | Czechy            | 10,91 s (881 pkt.) | 7,86 m (1025 pkt.) | 16,29 m (869 pkt.) | 2,06 m (859 pkt.) | 48,62 s (879 pkt.) | 14,71 s (885 pkt.) | 46,85 m (805 pkt.) | 4,80 m (849 pkt.)  | 63,21 m (786 pkt.) | 4:39,54 (683 pkt.) | 8 521 pkt.    |       |
| 03 !    | Attila Zsivoczky     | Węgry             | 10,90 s (883 pkt.) | 7,03 m (821 pkt.)  | 15,72 m (834 pkt.) | 2,15 m (944 pkt.) | 49,29 s (848 pkt.) | 15,15 s (831 pkt.) | 49,58 m (862 pkt.) | 4,80 m (849 pkt.)  | 63,02 m (783 pkt.) | 4:32,17 (730 pkt.) | 8 385 pkt.    |       |
| 4.      | André Niklaus        | Niemcy            | 11,04 s (852 pkt.) | 7,20 m (862 pkt.)  | 14,24 m (743 pkt.) | 2,03 m (831 pkt.) | 49,42 s (842 pkt.) | 14,78 s (876 pkt.) | 46,13 m (790 pkt.) | 5,30 m (1004 pkt.) | 61,74 m (764 pkt.) | 4:28,93 (752 pkt.) | 8 316 pkt.    | PB    |
| 5.      | Aleksandr Pogoriełow | Rosja             | 10,86 s (892 pkt.) | 7,49 m (932 pkt.)  | 15,90 m (845 pkt.) | 2,09 m (887 pkt.) | 50,58 s (788 pkt.) | 14,45 s (917 pkt.) | 46,68 m (801 pkt.) | 5,00 m (910 pkt.)  | 59,79 m (735 pkt.) | 5:03,62 (539 pkt.) | 8 246 pkt.    |       |
| 6.      | Kristjan Rahnu       | Estonia           | 10,59 s (954 pkt.) | 7,36 m (900 pkt.)  | 15,79 m (838 pkt.) | 2,03 m (831 pkt.) | 48,58 s (881 pkt.) | 14,87 s (865 pkt.) | 47,13 m (811 pkt.) | 4,70 m (819 pkt.)  | 61,65 m (763 pkt.) | 4:59,73 (561 pkt.) | 8 223 pkt.    |       |
| 7.      | Romain Barras        | Francja           | 11,15 s (827 pkt.) | 7,35 m (898 pkt.)  | 14,62 m (766 pkt.) | 1,94 m (749 pkt.) | 48,63 s (879 pkt.) | 14,65 s (892 pkt.) | 44,24 m (751 pkt.) | 4,80 m (849 pkt.)  | 60,39 m (744 pkt.) | 4:31,94 (732 pkt.) | 8 087 pkt.    |       |
| 8.      | Tomáš Dvořák         | Czechy            | 10,94 s (874 pkt.) | 7,31 m (888 pkt.)  | 15,95 m (848 pkt.) | 2,00 m (803 pkt.) | 50,34 s (799 pkt.) | 14,81 s (873 pkt.) | 45,69 m (781 pkt.) | 4,20 m (673 pkt.)  | 64,89 m (812 pkt.) | 4:34,24 (717 pkt.) | 8 068 pkt.    |       |
| 9.      | Jaakko Ojaniemi      | Finlandia         | 10,67 s (935 pkt.) | 7,57 m (952 pkt.)  | 14,95 m (787 pkt.) | 1,91 m (723 pkt.) | 50,29 s (801 pkt.) | 15,04 s (845 pkt.) | 42,41 m (714 pkt.) | 4,50 m (760 pkt.)  | 66,27 m (833 pkt.) | 4:38,18 (692 pkt.) | 8 042 pkt.    | SB    |
| 10.     | Aleksiej Drozdow     | Rosja             | 11,07 s (845 pkt.) | 7,24 m (871 pkt.)  | 15,43 m (816 pkt.) | 2,06 m (859 pkt.) | 51,11 s (764 pkt.) | 15,67 s (770 pkt.) | 50,13 m (873 pkt.) | 4,50 m (760 pkt.)  | 63,67 m (793 pkt.) | 4:38,96 (687 pkt.) | 8 038 pkt.    |       |
| 11.     | Hamdi Dhouibi        | Tunezja           | 10,67 s (935 pkt.) | 7,43 m (918 pkt.)  | 12,85 m (658 pkt.) | 1,94 m (749 pkt.) | 47,04 s (956 pkt.) | 14,56 s (903 pkt.) | 41,17 m (688 pkt.) | 4,80 m (849 pkt.)  | 52,83 m (631 pkt.) | 4:31,24 (736 pkt.) | 8 023 pkt.    | AR    |
| 12.     | Mikk Pahapill        | Estonia           | 11,06 s (847 pkt.) | 7,27 m (878 pkt.)  | 15,36 m (812 pkt.) | 2,06 m (859 pkt.) | 51,44 s (749 pkt.) | 15,37 s (805 pkt.) | 45,81 m (784 pkt.) | 4,80 m (849 pkt.)  | 63,53 m (791 pkt.) | 4:48,26 (629 pkt.) | 8 003 pkt.    |       |
| 13.     | Paul Terek           | Stany Zjednoczone | 10,83 s (899 pkt.) | 7,16 m (852 pkt.)  | 14,31 m (747 pkt.) | 1,97 m (776 pkt.) | 48,85 s (868 pkt.) | 15,83 s (752 pkt.) | 44,65 m (760 pkt.) | 5,00 m (910 pkt.)  | 54,46 m (655 pkt.) | 4:36,59 (702 pkt.) | 7 921 pkt.    |       |
| 14.     | Frédéric Xhonneux    | Belgia            | 11,28 s (799 pkt.) | 7,21 m (864 pkt.)  | 12,92 m (662 pkt.) | 2,03 m (831 pkt.) | 49,04 s (859 pkt.) | 15,75 s (761 pkt.) | 38,62 m (637 pkt.) | 4,70 m (819 pkt.)  | 50,18 m (591 pkt.) | 4:22,71 (793 pkt.) | 7 616 pkt.    |       |
| 15.     | Roland Schwarzl      | Austria           | 11,06 s (847 pkt.) | 7,10 m (838 pkt.)  | 13,73 m (712 pkt.) | 1,82 m (644 pkt.) | 50,81 s (778 pkt.) | 14,90 s (862 pkt.) | 45,56 m (778 pkt.) | 4,90 m (880 pkt.)  | 50,67 m (599 pkt.) | 4:51,25 (611 pkt.) | 7 549 pkt.    |       |
| 16.     | Óscar González       | Hiszpania         | 11,07 s (845 pkt.) | 7,20 m (862 pkt.)  | 13,63 m (706 pkt.) | 2,00 m (803 pkt.) | 49,71 s (828 pkt.) | 14,96 s (854 pkt.) | 37,03 m (604 pkt.) | 4,60 m (790 pkt.)  | 45,54 m (523 pkt.) | 4:35,25 (711 pkt.) | 7 526 pkt.    |       |
| 17.     | Phil McMullen        | Stany Zjednoczone | 11,47 s (759 pkt.) | 6,65 m (732 pkt.)  | 15,01 m (790 pkt.) | 1,94 m (749 pkt.) | 50,21 s (805 pkt.) | 15,58 s (781 pkt.) | 49,28 m (855 pkt.) | NM                 | 53,35 m (638 pkt.) | 4:33,38 (723 pkt.) | 6 832 pkt.    |       |
| –       | Aleksiej Sysojew     | Rosja             | 10,72 s (924 pkt.) | 6,32 m (657 pkt.)  | 15,75 m (836 pkt.) | 2,06 m (859 pkt.) | 50,46 s (794 pkt.) | 15,49 s (791 pkt.) | 47,13 m (811 pkt.) | NM                 | DNS                | DNS                | DNF           |       |
| –       | Eugène Martineau     | Holandia          | 11,22 s (812 pkt.) | 7,15 m (850 pkt.)  | 13,31 m (686 pkt.) | 2,00 m (803 pkt.) | 50,45 s (794 pkt.) | 15,85 s (750 pkt.) | 40,23 m (669 pkt.) | NM                 | DNS                | DNS                | DNF           |       |
| –       | Qi Haifeng           | Chiny             | 10,92 s (878 pkt.) | 7,18 m (857 pkt.)  | 13,45 m (695 pkt.) | 2,00 m (803 pkt.) | DNS                | DNS                | DNS                | DNS                | DNS                | DNS                | DNF           |       |
| –       | Claston Bernard      | Jamajka           | 10,79 s (908 pkt.) | 6,80 m (767 pkt.)  | 13,68 m (709 pkt.) | DNS               | DNS                | DNS                | DNS                | DNS                | DNS                | DNS                | DNF           |       |
| –       | Maurice Smith        | Jamajka           | 10,81 s (903 pkt.) | 7,17 m (854 pkt.)  | NM                 | DNS               | DNS                | DNS                | DNS                | DNS                | DNS                | DNS                | DNF           |       |
| –       | Benjamin Jensen      | Norwegia          | 11,04 s (852 pkt.) | NM                 | DNS                | DNS               | DNS                | DNS                | DNS                | DNS                | DNS                | DNS                | DNF           |       |
| –       | Vitaliy Smirnov      | Uzbekistan        | 18,28 s (0 pkt.)   | DNS                | DNS                | DNS               | DNS                | DNS                | DNS                | DNS                | DNS                | DNS                | DNF           |       |
| –       | Dmitrij Karpow       | Kazachstan        | DSQ                | DNS                | DNS                | DNS               | DNS                | DNS                | DNS                | DNS                | DNS                | DNS                | DNF           |       |
| –       | Laurent Hernu        | Francja           | DNS                | DNS                | DNS                | DNS               | DNS                | DNS                | DNS                | DNS                | DNS                | DNS                | DNS           |       |